# Mino anais
Mainá-dourado ou mainato-dourado (Mino anais) é uma espécie de ave da família Sturnidae.
Pode ser encontrada nos seguintes países: Indonésia e Papua-Nova Guiné.
Os seus habitats naturais são: florestas subtropicais ou tropicais húmidas de baixa altitude.